# アントン・シンドラー
アントン・フェーリ（ッ）クス・シンドラー（シントラー）（Anton Felix Schindler, 1795年6月13日 モラヴィア・メードル Meed(e)l（オロモウツ郡メドロフ Medlov） - 1864年1月16日 ボッケンハイム Bockenheim）は、モラヴィア出身のドイツの音楽家。ルートヴィヒ・ヴァン・ベートーヴェンの伝記を記したことで知られていたが、後年になって内容の捏造や文章の改竄が疑われている。

## 概要
オロモウツのギムナジウムを卒業後、法律家を目指して1813年にウィーンにやってきたシンドラーは、ウィーン大学で法学を学び、また一時期は法律事務所で働いていたが、やがて法律家としての未来に見切りを付けて音楽家を志すようになる。1814年にベートーベンと知り合う。1822年秋にヨーゼフシュタット劇場の第1ヴァイオリニストとなって間もなく、ベートーヴェンの住み込み無給秘書を務めるようになった。ベートーヴェンからはあまり信用されていなかったようであり（弟のヨハンや甥のカールに宛てた手紙には「あの軽蔑すべき男」「彼の悪い、狡智に長けた性格」と記されている）、1825年に一度関係がこじれ、新しい秘書が就くが、翌年和解、病苦に苛まれ、身寄りのいなかったベートーヴェンの身の回りの世話を一手に引き受けていた。
ベートーヴェンの死後は、ミュンスター、アーヘンほかドイツ語圏の各地で音楽教師や音楽監督として活動した。またベートーヴェンに関する貴重な資料を大量に保管していたが、1846年にはそれら（137冊の筆談用ノート「会話帳」を含む）をプロイセン王国のベルリン王立図書館（のちのベルリン州立図書館）に売却した。著名な弟子にフランツ・ヴュルナーがおり、ヴュルナーは1846年から1850年にかけてミュンスターとフランクフルト・アム・マインでシンドラーに師事している。ヴュルナーは1861年に出版された自作の『ピアノ三重奏曲 ニ長調 Op. 9』をシンドラーに献呈しており、楽譜の表紙には「フランツ・ヴュルナーにより作曲され、彼が尊敬する師アントン・シンドラーに心からの感謝を込めて献げられたピアノ、ヴァイオリン、チェロのための三重奏曲」と書かれている。
著書『ベートーヴェンの生涯』は1840年に第1版が出版された。さらに1845年に増補版である第2版、1860年に内容を全面的に刷新した第3版が書かれ、後のベートーヴェン解釈に多大な影響を及ぼした。

## 捏造
シンドラーの著した伝記の内容は当初から疑いが持たれていた。ジャーナリストでありベートーヴェン研究家のアレグザンダー・ウィーロック・セイヤーは、もっとも早い段階でシンドラーの著作に事実と異なる箇所を発見したひとりである。1977年の国際ベートーヴェン学会では、シンドラーが「会話帳」の内容を大量に改竄していることが明らかになり、彼の名声は完全に地に落ちた。聴覚を完全に失ったベートーヴェンが約10年にわたって使用していた「会話帳」（当初は400冊あったという説もある）の半数以上を、彼は自らの伝記に折り合いをつけるために廃棄処分にしたり、都合よく改竄していたのである。
また、生前のベートーヴェンとの関係も誇張されており、10年以上の親密な付き合いがあると記されているが、上記のとおり親密といえる時期はベートーヴェンが死去する5年前から始まったにすぎない。
現代のベートーヴェン研究家バリー・クーパーは著書『ベートーヴェン概論』において、「（シンドラーの）不正確で虚偽の内容を記す性癖は甚だしく、他に史料が見つからなければ、彼の記したものは一切信頼できない。」とまで述べている。またメイナード・ソロモンは自著において、シンドラーの問題点が明らかになる以前では多くの学者はシンドラーの記述を根拠にベートーヴェンの解釈を行っていたことを指摘した上で、「（シンドラーの伝記から）事実とフィクションを分別するのは容易ではないだろう」と述べており、ソロモンによる伝記の1998年版では、シンドラーの著述のみを根拠とした解釈を排除することが、初版よりもさらに徹底されている。
シンドラーがこのような捏造に手を染めた理由としては、自らが理想とするベートーヴェン像を作り上げるための演出という見方もあるが、本人の証言が無いため真実は不明である。

## 著作
- Biographie von Ludwig van Beethoven, 1840/1845/1860
- Beethoven in Paris, 1842
- Aesthetik der Tonkunst, 1846 (manuscript)

## 楽曲
ベートーヴェン・ハウスに手稿譜が残されている。歌曲のうち少なくとも22曲が生前に出版された。

### 宗教曲
- ミサ曲 変ホ長調 BH 265（1836年-1837年作曲）
- ミサ曲 ニ短調/ニ長調 BH 264（1825年-1838年作曲）

### 歌曲
- Wanderlieder in 9 Situationen von G. A. Schwarz. 2tes Liederheft, BH 268（1832年-1833年作曲、1838年出版[8]）
- Lieder und Gesänge. 1stes Liederheft（1838年作曲、1838年出版[9]）
- Lieder und Gesänge. 3tes Liederheft（1838年作曲、1839年出版[10]）
- Gruß an Maria. Gedicht von Wilhelm Smets, BH 269 a No. 6（1847年作曲、1848年出版[11]）

### 室内楽曲
- 弦楽四重奏曲 ニ短調 BH 261（1822年作曲）

### 独奏曲
- ピアノのためのソナチネ ト長調 BH 260（1821年作曲）
- ピアノソナタ ヘ長調 BH 263（1833年作曲）
- 3 Kurze vierstimmige Sätze für Orgel oder Klavier